# Devil's Beef Tub

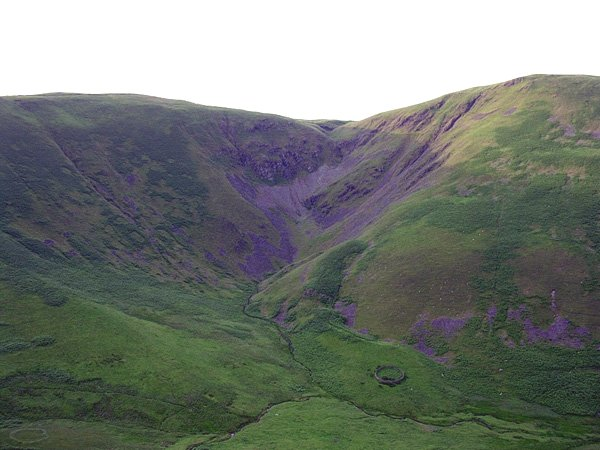
The Devil's Beef Tub.

El Devil's Beef Tub, (también Marquis of Annandale's Beef-Tub, Beef-Stand, MacCleran's Loup) es una depresión profunda en las colinas del norte de la localidad escocesa de Moffat.
La cavidad tiene unos 150 metros de profunda y está formada por cuatro colinas: Great Hill, Peat Knowe, Annanhead Hill y Ericstane Hill. Es una de las dos principales fuentes del río Annan.

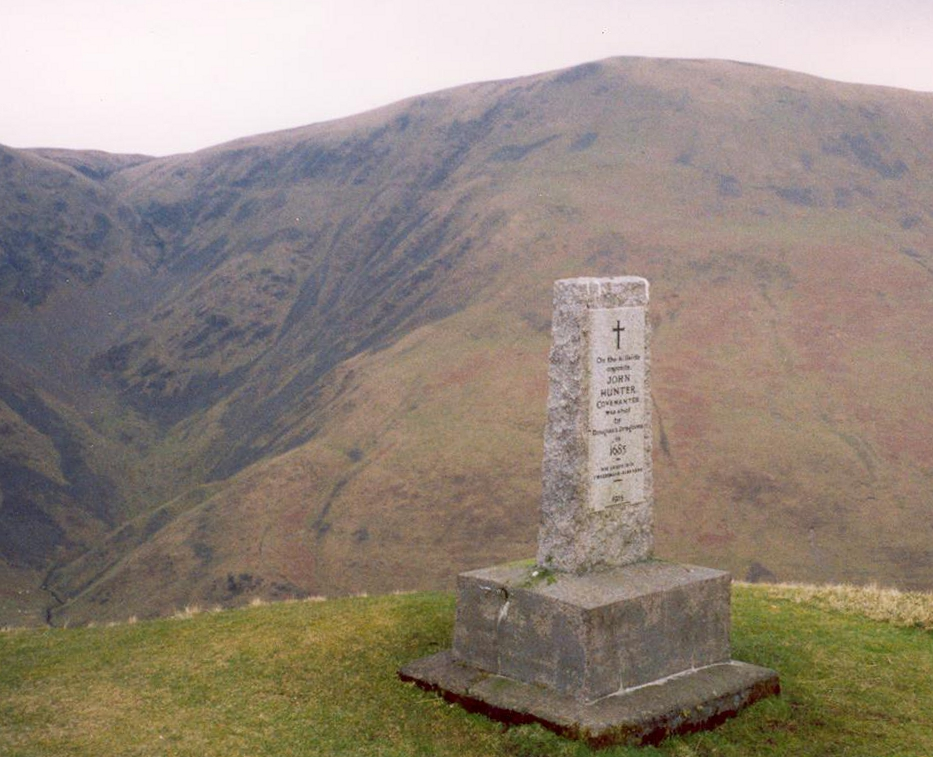
Monumento a John Hunter